# Kei Mikuriya
Kei Mikuriya (født 29. august 1977) er en tidligere japansk fodboldspiller.
Han har spillet for flere forskellige klubber i sin karriere, herunder Yokohama Marinos og Vegalta Sendai.